# Calomys musculinus
Calomys musculinus е малък южноамерикански гризач от семейство Хомякови. Разпространен е в централна и южна Аржентина, крайните югозападни части на Парагвай и голяма част от Боливия. Видът е планински. Обитава местности до 1000 метра надморска височина. Тясно свързан е с обработваемите селскостопански земи. Размножава се сезонно в периода от пролет до есен.